# Grivac (Serbia)
Grivac (cyr. Гривац) – wieś w Serbii, w okręgu szumadijskim, w gminie Knić. W 2011 roku liczyła 371 mieszkańców.